# Kogonada
Pour les articles homonymes, voir Kōgo Noda.
E. Joong-eun Park, surtout connu sous le mononyme Kogonada (parfois stylisé « :: kogonada ») est un cinéaste américain d'origine sud-coréenne. Il est connu pour ses essais vidéo qui analysent le contenu, la forme et la structure de divers films et séries télévisées. Les essais utilisent fréquemment la narration et le montage comme lentilles et mettent souvent en évidence l'esthétique d'un réalisateur. Kogonada — le nom est un pseudonyme — est un contributeur régulier au magazine Sight & Sound et est fréquemment mandaté par The Criterion Collection pour créer des vidéos supplémentaires pour ses sorties vidéo à domicile. Il a également écrit, réalisé et monté les longs métrages Columbus (2017) et After Yang (2021).

## Essais vidéo
Kogonada a réalisé son premier essai vidéo, Breaking Bad // POV, en janvier 2012. Utilisant des extraits de la série télévisée américaine Breaking Bad, la vidéo montre l'utilisation par la série de nombreux points de vue sous des angles et des objets inhabituels. Kogonada a été inspiré pour créer l'essai vidéo pendant qu'il regardait la série, remarquant une esthétique visuelle récurrente utilisée tout au long de la série,.
Le premier travail commandé par Kogonada était pour le magazine Sight & Sound en février 2013, intitulé The World According to Koreeda Hirokazu, qui met en évidence l'attention régulière du réalisateur Hirokazu sur la vie quotidienne dans ses films,,. Depuis lors, la plupart de ses essais vidéo sont des commandes pour des sociétés telles que le British Film Institute (éditeur de Sight & Sound), The Criterion Collection, Samsung, et la Lincoln Motor Company.
Les œuvres de Kogonada font partie d'un mouvement croissant d'essais vidéo en tant que forme visuelle d'analyse, d'appréciation et de critique de films sur Internet, d'autres essayistes vidéo incluent Nelson Carvajal et Tony Zhou,, ainsi que les critiques de cinéma Kevin B. Lee, Matt Zoller Seitz et Scout Tafoya,,.
L'essai vidéo de Kogonada Hands of Bresson a été choisi par le cinéaste Robert Greene pour Sight & Sound comme l'un des meilleurs documentaires de 2014, Greene déclarant que des œuvres comme la sienne "indiquent clairement que la frontière entre le film de non-fiction et l'essai vidéo est au mieux floue et le meilleur travail devrait simplement être célébré en tant que cinéma.". En mars 2016, Kogonada faisait partie du jury officiel du 16e Festival du film LPA aux îles Canaries, en Espagne, où il a enseigné une classe de maître et a projeté 14 de ses essais vidéo dans la section "Bande à part",,.
Parmi les essais vidéo de Kogonada sur des réalisateurs influents figurent : 
- Breaking Bad: POV (2011)[24]
- Wes Anderson: From Above (2011)[24]
- Quentin Tarantino: From Below (2011)[24]
- Sounds of Aronofsky (2012)[23],[24]
- Kubrick: One-Point Perspective (2012)[23],[24]
- Ozu: Passageways (2012)[23],[24]
- The World According to Koreeda Hirokazu (2013)[23],[2],[24]
- Malick: Fire & Water (2013)[23],[24]
- What Is Neorealism? (2013)[23],[2]
- Linklater: On Cinema & Time (2013)[23],[2],[24]
- Wes Anderson: Centered (2014)[23],[24]
- The Fox & Mr. Anderson (2014)[25]
- Hands of Bresson (2014)[23],[26]
- Eyes of Hitchcock (2014)[23],[26]
- Trick or Truth (2014)[23],[25]
- Auteur in Space (2015)[23],[24]
- Mirrors of Bergman (2015)[23],[26]
- Godard in Fragments (2016)[23],[26]
- Way of Ozu (2016)[23],[24]
- Once There Was Everything (2017)[26]
- Nothing at Stake (2020)[27]

## Technique
Les essais vidéo de Kogonada présentent généralement un thème ou une esthétique particulière régulièrement utilisée par un cinéaste soit tout au long d'une filmographie, soit au sein d'une seule œuvre, Quelques exemples sont ses trois essais vidéo sur l'esthétique du réalisateur américain Wes Anderson, qui est connu pour utiliser des cadrages inhabituellement symétriques dans ses films,,.
Ses essais vidéo sont formés par la juxtaposition d'images, véhiculant des pensées à travers un arrangement particulier de clips. Dans une interview pour Nashville Scene en mars 2015, Kogonada a comparé la création d'essais vidéo à la préparation de sushis : "Avec les sushis, chaque coupe compte. Et les ingrédients aussi. Ces deux choix en cours font la différence. Ce que vous sélectionnez et comment vous le coupez." En comparant des essais écrits avec des essais visuels, Kogonada a noté comment les mots forment des observations précises d'idées, tandis que les visuels peuvent transmettre une idée particulière sans fournir d'explication définitive. Il a expliqué que « [s]i vous voulez approfondir la théorie, les textes sont le support parfait...  Cependant, lorsque je fais des essais visuels, je considère les mots comme supplémentaires. »,.

## Filmographie
- 2017 : Columbus
- 2021 : After Yang
- 2022 : Pachinko  (4 épisodes)
- 2024 : The Acolyte (épisodes 3 et 7)
- 2025 : A Big Bold Beautiful Journey

## Vie privée
L'identité de Kogonada est presque inconnue, bien qu'il assiste à des projections de ses œuvres. Il a expliqué à Filmmaker Magazine : « J'aime l'idée de Chris Marker selon laquelle votre travail est votre travail. Je ne me suis également jamais beaucoup identifié à mon nom américain, qui semble toujours un peu étrange à voir ou à entendre... Et j'aime beaucoup les hétéronymes. » Le surnom est tiré de Kōgo Noda, un scénariste fréquent des films de Yasujirō Ozu.

## Distinctions
- (en) Kogonada : Awards, sur l'Internet Movie Database